# USS Corry (DD-463)
Pour les autres navires du même nom, voir USS Corry.
L'USS Corry (DD-463) est un destroyer de classe Gleaves en service dans la Marine des États-Unis pendant la Seconde Guerre mondiale. Il fut le deuxième navire nommé en l'honneur du lieutenant commander de l'US Navy William M. Corry Jr. (en), un officier de la Première Guerre mondiale récipiendaire de la Medal of Honor.
Sa quille est posée le 4 septembre 1940 au chantier naval de North Charleston, en Caroline du Sud. Il est lancé le 28 juillet 1941, parrainé par Mlle Jean Constance Corry, et mis en service le 18 décembre 1941 sous le commandement du lieutenant commander E. C. Burchett.

## Historique

### 1942–1944
Opérant dans l'United States Fleet Forces Command, ses premières missions s’effectuent dans les Caraïbes et dans l'Atlantique, où il escorte notamment des convoi. Déployé dans la Méditerranée à partir d’octobre 1942 afin de participer à l'opération Torch en Afrique du Nord, il patrouille par la suite en Scandinavie et au large de l'Islande avant de reprendre les missions d’escorte dans le golfe du Mexique et dans l'Atlantique. En février 1944, alors qu'il sert d'escorte à un convoi de transport de troupes en route pour la Grande-Bretagne, il détruit au canon un U-boot allemand, l'U-801. Le Corry recueille à son bord 47 matelots du submersible ennemi.

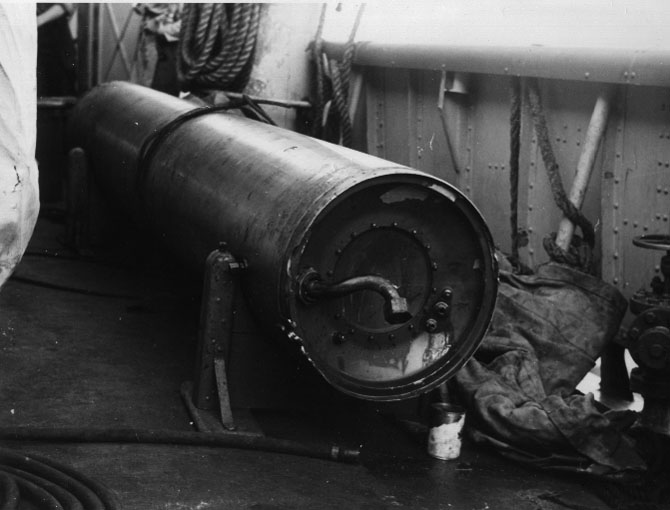
Arrière d'une torpille G7E récupéré par l'USS Corry après le naufrage de lU-1059.

Le 19 mars 1944, le Corry sauve huit survivants (dont le commandant) de l'U-1059 coulé au sud-ouest du Cap-Vert par les aéronefs du porte-avions d'escorte Block Island. Le 30 mars, il atteint Boston pour une révision suivie par une formation.

### Débarquement en Normandie
Le 20 avril 1944, le Corry quitte Norfolk et prend la direction de Plymouth en vue de participer à l’opération Neptune. Le 6 juin 1944, il mouille au large d’Utah Beach, à proximité des îles Saint-Marcouf, servant de protection aux barges des troupes de la 4th Infantry Division. Peu avant l’aube, il bombarde les batteries allemandes lorsque l’avion chargé de disperser un écran de fumée pour protéger les bâtiments de guerre autour des îles Saint-Marcouf, est abattu par la défense anti-aérienne adverse. Les Allemands, disposant d’un bon visuel sur le destroyer, le prennent pour cible. Au moment exact du débarquement sur Utah, soit à 6 h 33, des obus l’atteignent directement sous la surface de l’eau au niveau de la quille et il commence à sombrer.

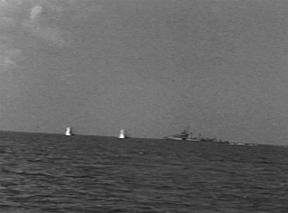
Deux tirs manqués d'une des batteries de Marcouf sur l'USS Corry.

Le gouvernail ayant été bloqué à droite par le tir, le Corry devient incontrôlable et l’eau s’engouffre dans deux compartiments (la chaufferie et la machine avant), tuant presque tous les matelots qui s'y trouvaient. L'eau s'engouffre par la brèche, inondant totalement la salle des machines et faisant céder la cloison étanche du dernier compartiment. Les batteries allemandes, en particulier celle de Crisbecq (située à 2,8 kilomètres à l’intérieur des terres) et d'Azeville, concentrent leurs tirs sur le destroyer en perdition. L’un de ces obus touche les affûts des canons de 40 mm et fait exploser les munitions situées à proximité. À 6 h 40, le commandant du navire, George Dewey Hoffman, donne l’ordre d’évacuation alors que le Corry s'enfonce par l'avant.
Les rescapés embarquent tant bien que mal dans les canots de sauvetage sous le feu adverse ou quittent la zone à la nage dans une eau à 12 degrés. Une de ces embarcations sera projetée à plusieurs mètres de haut par un obus allemand tombé tout près. Le navire sombre et se pose sur le fond, à une dizaine de mètres de profondeur, seules ses superstructures dépassent du niveau de la mer. Pendant près de deux heures, les survivants sont la cible des artilleurs allemands, jusqu'à ce que les batteries soient réduites au silence et les courants poussent les petits canots au plus près de la côte. À la suite de l'arrêt du tir des batteries ennemies, les destroyers USS Fitch, Hobson et Butler, ainsi que la vedette PT-199, s'approchent pour secourir les naufragés.
La perte du destroyer sera la plus grande enregistrée par l'US Navy en ce Jour J. Les premiers rapports sur le naufrage indiquent officiellement qu'il est l'œuvre d'une mine submergée qui a provoqué une importante voie d'eau dans les compartiments du Corry. Mais l'officier commandant, le capitaine George Dewey Hoffman, affirme que le navire a été touché par une salve de gros calibre ayant explosé sous le niveau d'eau. Des rapports allemands indiquent également que la batterie de Crisbecq, commandée par l'Oberleutnant Walter Ohmsen (en), située à 2,4 km à l'intérieur des terres avec ses trois canons de 210 mm, a marqué un coup au but sur un navire américain, causant son naufrage. Deux semaines après le débarquement, un rapport détaillé présentant la perte du navire comme étant causée par les obus ennemis, a été réécrit sans au préalable avoir consulté les survivants, et met en cause la mine heurtée par le Corry. Sur la dernière page du rapport officiel, il est fait mention que les obus allemands reçus par le destroyer ont provoqué « des dommages purement accessoires ».
24 matelots (22 selon une autre source) trouvèrent la mort dans le naufrage, principalement ceux qui se trouvaient dans les compartiments dévastés, par l'explosion, tués par l'onde de choc ou noyés après l'inondation des salles d'ingénieries. Certains furent également tués par les obus allemands, alors qu'ils avaient embarqué dans les canots de sauvetage.
L'épave repose toujours sur la banc de Saint-Marcouf, au large de Quinéville, couchée sur le côté bâbord à une profondeur de 9,1 mètres. Elle n'est plus qu'un tas de ferraille rouillée après avoir été en partie cannibalisée par des entreprises italiennes engagées après-guerre afin de rendre la navigation moins dangereuse au large des côtes normandes.

## Décorations
Le Corry a reçu quatre Battles star pour son service dans la Seconde Guerre mondiale.